# Hannes Obermair

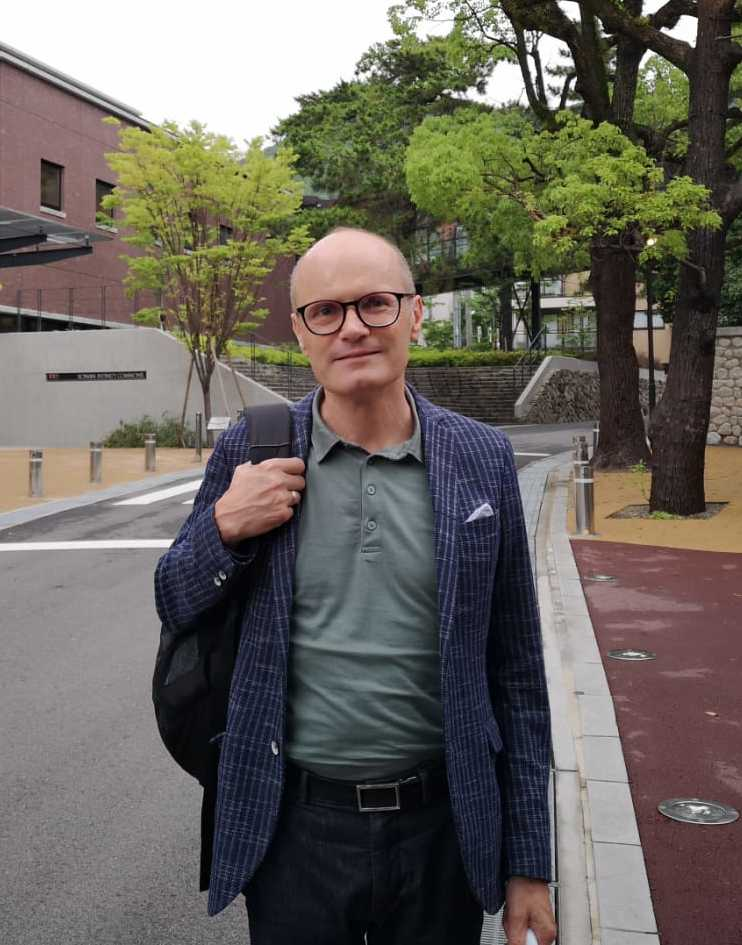
Hannes Obermair an der Kōnan-Universität (2019)

Hannes Obermair (* 25. August 1961 in Bozen) ist ein Südtiroler Historiker, Archivar und Ausstellungskurator. Zu seinen Forschungsschwerpunkten zählen Stadt- und Regionalgeschichte, Mittelalterforschung, Geschichte der Schriftlichkeit, Diplomatik und Editionen, Historiografiegeschichte, Faschismusforschung, Erinnerungskulturen und Public History.

## Leben
Nach dem Abitur am Franziskanergymnasium Bozen studierte Obermair von 1980 bis 1987 an den Universitäten Innsbruck und Wien Geschichte, Germanistik, Vergleichende Literaturwissenschaft und Philosophie. Seine Promotion erlangte er mit der in Innsbruck eingereichten Dissertation Die Bozner Archive des Mittelalters bis 1500. Von 1988 bis 1990 absolvierte er am Staatsarchiv Bozen eine zweijährige Ausbildung in Archivkunde, Paläographie und Diplomatik. In der Folge arbeitete Obermair für das Bayerische Hauptstaatsarchiv, das Österreichische Staatsarchiv und das Südtiroler Landesarchiv. Von 2002 bis 2017 war er für die Stadtgemeinde Bozen tätig, ab 2009 als Leiter des Stadtarchivs Bozen. Für die dort geleistete «friedensstiftende und völkerverständigende Aufarbeitung von Faschismus und Nationalismus» nahm er 2012 die Martin-Niemöller-Friedenstaube entgegen. Seit 2019 ist Obermair Senior Researcher (Philosopher-in-Residence) an Eurac Research in Bozen.
Obermair, der auch Research Fellow am Max-Planck-Institut für Geschichte sowie Lehrbeauftragter an den Universitäten Innsbruck und Trient sowie am Istituto Storico Italiano per il Medio Evo war bzw. ist, fungiert als Mitherausgeber und -redakteur der historischen Fachzeitschrift Geschichte und Region/Storia e regione, zu deren Gründerkreis von 1991/92 er gehört. Er ist Vorstandsmitglied der De Statutis Society an der Universität Bologna, wissenschaftlicher Mitarbeiter der Studi Trentini di scienze storiche und gehört dem Wissenschaftlichen Beirat der von der Universität Mailand herausgegebenen Studi di Storia Medioevale e di Diplomatica sowie dem Wissenschaftlichen Komitee des Jahrbuchs Ladinia an. Seit 2019 ist Obermair ordentliches Mitglied der Accademia degli Agiati in Rovereto. Im Jahr 2020 wurde er zum Fellow der Royal Historical Society in London gewählt.
Obermair rief während seiner Zeit am Bozner Stadtarchiv das Digitalisierungsvorhaben «BOhisto: Bozen-Bolzano’s History Online» ins Leben. Er gehörte der Historikergruppe an, die 2014 im Bozner Siegesdenkmal die zeithistorische Dokumentations-Ausstellung «BZ ’18–’45: ein Denkmal, eine Stadt, zwei Diktaturen» erarbeitete und hierfür 2016 eine Special Commendation im Rahmen der Verleihung des EMYA errang. Im Jahr 2015 initiierte er die erstmalige Verlegung von Stolpersteinen in Bozen. Auch an der 2017 erfolgten Historisierung des monumentalen Mussolini-Reliefs an der Casa Littoria war er maßgeblich beteiligt.
Seit 2010 ist Obermair Vorstandsmitglied der Südtiroler Sektion der italienischen Widerstandsvereinigung Associazione Nazionale Partigiani d’Italia und bekleidet seit 2021 die Funktion des Vizepräsidenten. Bei den italienischen Parlamentswahlen 2018 kandidierte er als Vertreter der Südtiroler Partei Grüne Verdi Vërc auf der Liste von Liberi e Uguali (LeU) im Einerwahlkreis Meran für den Senat, ohne ein Mandat zu erlangen. Im Mai 2018 wurde er von Politika – Südtiroler Gesellschaft für Politikwissenschaft als Politische Persönlichkeit des Jahres 2017 ausgezeichnet, da seine Tätigkeit „federführend im Bereich der Aufarbeitung, Kontextualisierung und Wahrnehmung faschistischer Denkmäler in Südtirol“ sei. Der 2021 gemeinsam mit Ariane Karbe gestaltete Podcast zur Ausstellung Der Äthiopische Mantel im Meraner Museum Villa Freischütz, die die Frage der Restitution von Raubkunst aufwarf, errang den ersten Preis seiner Kategorie im Rahmen des deutschen DigAMus Award.

## Ausstellungen
- Mythen der Diktaturen. Kunst in Faschismus und Nationalsozialismus – Miti delle dittature. Arte nel fascismo e nazionalsocialismo, Südtiroler Landesmuseum für Kultur- und Landesgeschichte, Schloss Tirol, 2019 (gem. mit Carl Kraus).
- „Großdeutschland ruft!“ Südtiroler NS-Optionspropaganda und völkische Sozialisation, Südtiroler Landesmuseum für Kultur- und Landesgeschichte, Schloss Tirol, 2020/21.
- Der Äthiopische Mantel – Il mantello etiope – The Ethiopian Cloak, Museum Villa Freischütz, Meran, 2021 (gem. mit Ariane Karbe).[31]

## Publikationen (Auswahl)
- Blicke von aussen – Blicke von innen. Pater Ambros Trafojer (1891–1974) fotografiert im und ums Kloster Muri-Gries in Bozen (= Murensia. Band 12). Chronos Verlag, Zürich 2024, ISBN 978-3-0340-1763-3.[32]
- John S. Stephens: Danger Zones. Eine Untersuchung zu nationalen Minderheiten in Europa. ab – Edizioni Alphabeta Verlag, Bozen 2024, ISBN 978-88-7223-428-0 (Hrsg. zusammen mit Josef Prackwieser. Aus dem Englischen übersetzt von Maria Kampp).[33]
- mit Maurizio Ferrandi: Camicie nere in Alto Adige (1921–1928). ab – Edizioni Alphabeta Verlag, Meran 2023, ISBN 978-88-7223-419-8.[34]
- mit Harald Pechlaner (Hrsg.): Eurac Research – Inventing Science in a Region. Eurac Research – Athesia-Tappeiner, Bozen 2022, ISBN 978-88-6839-628-2, doi:10.57749/a924-n835.[35]
- „Großdeutschland ruft!“ Südtiroler NS-Optionspropaganda und völkische Sozialisation – „La Grande Germania chiamaǃ“ La propaganda nazionalsocialista sulle Opzioni in Alto Adige e la socializzazione ‚völkisch‘. 2., erw. Auflage. Südtiroler Landesmuseum für Kultur- und Landesgeschichte, Schloss Tirol 2021, ISBN 978-88-95523-36-1.[36]
- mit Rainer Wenrich, Josef Kirmeier und Henrike Bäuerlein (Hrsg.): Zeitgeschichte im Museum. Das 20. und 21. Jahrhundert ausstellen und vermitteln (= Kommunikation, Interaktion, Partizipation. Band 4). kopaed verlagsgmbh, München 2021, ISBN 978-3-96848-020-6.[37]
- mit Ulrike Kindl (Hrsg.): Die Zeit dazwischen. Südtirol 1918–1922. Vom Ende des Ersten Weltkrieges bis zum faschistischen Regime / Il tempo sospeso. L'Alto Adige nel periodo tra la fine della Grande Guerra e l'ascesa del fascismo (1918–1922). ab – Edizioni Alphabeta Verlag, Meran 2020, ISBN 978-88-95523-16-3.[38]
- mit Carl Kraus (Hrsg.): Mythen der Diktaturen. Kunst in Faschismus und Nationalsozialismus – Miti delle dittature. Arte nel fascismo e nazionalsocialismo. Südtiroler Landesmuseum für Kultur- und Landesgeschichte Schloss Tirol, Dorf Tirol 2019, ISBN 978-88-95523-16-3.[39]
- mit Georg Grote (Hrsg.): A Land on the Threshold. South Tyrolean Transformations, 1915–2015. Peter Lang, Oxford-Bern-New York 2017, ISBN 978-3-0343-2240-9.[40]
- mit Sabrina Michielli (Hrsg.): BZ ’18–’45. Ein Denkmal, eine Stadt, zwei Diktaturen. Begleitband zur Dokumentations-Ausstellung im Bozener Siegesdenkmal. Folio Verlag, Wien-Bozen 2016, ISBN 978-3-85256-713-6.
- Bozen/Bolzano 1850–1950 (= Archivbilder). 4. Auflage. Sutton, Erfurt 2015, ISBN 978-3-86680-489-0.
- mit Marco Bellabarba und Hitomi Sato (Hrsg.): Communities and Conflicts in the Alps from the Late Middle Ages to Early Modernity (= Annali dell’Istituto storico italo-germanico in Trento. Band 30). Il Mulino-Duncker & Humblot, Bologna-Berlin 2014, ISBN 978-88-15-25383-5.[41]
- mit Sabrina Michielli (Hrsg.): Erinnerungskulturen des 20. Jahrhunderts im Vergleich – Culture della memoria del Novecento a confronto. Stadtarchiv Bozen, Bozen 2014, ISBN 978-88-907060-9-7.
- mit Georg Grote und Günther Rautz (Hrsg.): „Un mondo senza stati è un mondo senza guerre“. Politisch motivierte Gewalt im regionalen Kontext (= Eurac book. Band 60). Eurac.research, Bozen 2013, ISBN 978-88-88906-82-9.
- mit Volker Stamm: Zur Ökonomie einer ländlichen Pfarrgemeinde im Spätmittelalter. Das Rechnungsbuch der Marienpfarrkirche Gries (Bozen) von 1422 bis 1440 (= Veröffentlichungen des Südtiroler Landesarchivs. Band 33). Verlagsanstalt Athesia, Bozen 2011, ISBN 978-88-8266-381-0.[42]
- mit Stephanie Risse und Carlo Romeo (Hrsg.): Regionale Zivilgesellschaft in Bewegung. Festschrift für Hans Heiss (= Cittadini innanzi tutto). Folio Verlag, Wien-Bozen 2012, ISBN 978-3-85256-618-4.
- mit Martin Bitschnau (Hrsg.): Tiroler Urkundenbuch, II. Abteilung: Die Urkunden zur Geschichte des Inn-, Eisack- und Pustertals. Band 2: 1140–1200. Universitätsverlag Wagner, Innsbruck 2012, ISBN 978-3-7030-0485-8.[43]
- mit Martin Bitschnau (Hrsg.): Tiroler Urkundenbuch, II. Abteilung: Die Urkunden zur Geschichte des Inn-, Eisack- und Pustertals. Band 1: Bis zum Jahr 1140. Universitätsverlag Wagner, Innsbruck 2009, ISBN 978-3-7030-0469-8.[44]
- Bozen Süd – Bolzano Nord. Schriftlichkeit und urkundliche Überlieferung der Stadt Bozen bis 1500. Band 2. Stadtgemeinde Bozen, Bozen 2008, ISBN 978-88-901870-1-8.[45]
- Bozen Süd – Bolzano Nord. Schriftlichkeit und urkundliche Überlieferung der Stadt Bozen bis 1500. Band 1. Stadtgemeinde Bozen, Bozen 2005, ISBN 88-901870-0-X.[46]
- mit Andrea Bonoldi (Hrsg.): Tra Roma e Bolzano. Nazione e Provincia nel Ventennio fascista – Zwischen Rom und Bozen. Staat und Provinz im italienischen Faschismus. Stadtgemeinde Bozen, Bozen 2006, ISBN 88-901870-9-3.[47]
- mit Klaus Brandstätter und  Emanuele Curzel (Hrsg.): Dom- und Kollegiatstifte in der Region Tirol, Südtirol, Trentino in Mittelalter und Neuzeit / Collegialità ecclesiastica nella regione trentino-tirolese del medioevo all’età moderna (= Schlern-Schriften. Band 329). Universitätsverlag Wagner, Innsbruck 2006, ISBN 3-7030-0403-7.[48]
- „Hye ein vermerkt Unser lieben frawn werch ...“. Das Urbar und Rechtsbuch der Marienpfarrkirche Bozen von 1453/60 (= bz.history. Band 2). Stadtgemeinde Bozen, Bozen 2005.
- mit Helmut Flachenecker und Hans Heiss (Hrsg.): Stadt und Hochstift, Brixen, Bruneck und Klausen bis zur Säkularisation 1803 – Città e Principato, Bressanone, Brunico e Chiusa fino alla secolarizzazione 1803 (= Veröffentlichungen des Südtiroler Landesarchivs. Band 12). Verlagsanstalt Athesia, Bozen 2000, ISBN 88-8266-084-2.[49]

## Radiofeature
- Das Stuben-Forum einer unbequemen Wissenschaft, Teil 2/3. Hannes Obermair über Bronisław Malinowski, Diskussionsreihe von Radio Freirad Innsbruck, Tiroler Volkskunstmuseum, 15. Oktober 2016, gesendet via cultural broadcasting archive: BÜCHS'N'RADIO vom 9. Dezember 2016, abgerufen am 1. Dezember 2020.